# Orechová Potôň
Orechová Potôň este o comună slovacă, aflată în districtul Dunajská Streda din regiunea Trnava. Localitatea se află la altitudinea de 118 m deasupra n.m., se întinde pe o suprafață de 21,07 km2 și în 2017 număra 1.698 de locuitori.

## Istoric
Localitatea Orechová Potôň este atestată documentar din 1250.

## Demografie
| An:                | 1994 | 2004   | 2014   | 2024   |
| ------------------ | ---- | ------ | ------ | ------ |
| Număr de persoane: | 1623 | 1688   | 1687   | 1676   |
| Diferență:         |      | +4,00% | −0,05% | −0,65% |

| An:                | 2023 | 2024   |
| ------------------ | ---- | ------ |
| Număr de persoane: | 1664 | 1676   |
| Diferență:         |      | +0,72% |